# Бурундуки
Бурундуки́ (лат. Tamiini, или Tamiina, от греч. ταμίας — «заведующий хозяйством», «эконом») — монофилетическая группа грызунов из семейства беличьих. Согласно классификации, принимаемой Красной книгой МСОП, существует три самостоятельных рода бурундуков: Neotamias, Eutamias и Tamias (традиционно рассматривались как подроды рода Tamias). Всего описано 28 видов бурундуков, большинство из которых обитает в Северной Америке, за исключением одного евразийского вида — азиатского, или сибирского, бурундука (Eutamias sibiricus).

## Название
Согласно толковому словарю Ушакова, русское название животного является заимствованием из татарского языка. В первой половине XX века также считалось, что наименование происходит от марийского слова uromdok.

## Внешний вид
В зависимости от вида масса бурундука может составлять от 30 до 120 г, а размер — от 5 до 15 см при длине хвоста от 7 до 12 см. Наиболее заметный признак всех видов — пять тёмных полосок вдоль спины, разделённые белыми или серыми полосками. Окраска других участков тела — красно-бурая или серо-бурая. Так как это является общей чертой всех бурундуков, отдельные виды на первый взгляд трудноразличимы.

## Распространение
Бурундуки распространены почти по всей Северной Америке от Северного полярного круга до центральной Мексики. Восточный, или восточноамериканский, бурундук (Tamias striatus) образует отдельный род собственно бурундуков (Tamias), который встречается на востоке континента. 23 вида из рода Neotamias обитают в западной части Северной Америки.
Азиатский, или сибирский, бурундук (Eutamias sibiricus) обитает в лесной и таёжной зоне Евразии от Северной Европы до Корейского полуострова и севера Китая, а также на островах Сахалине и Хоккайдо. На Камчатке отсутствовал до 70—80-х годов XX века, впервые непосредственно на полуострове был отмечен в долинах рек Палана и Еловка в 1983 г.. С относительно недавнего времени на Камчатке встречается также подвид сибирского бурундука — якутский бурундук (Eutamias sibiricus jacutensis Ognev), представители которого примерно в 1980-е годы проникли на полуостров через перешеек — Парапольский дол.
Основной сферой обитания бурундуков является лесная местность. Восточно-американский бурундук населяет лиственные леса Новой Англии, сибирский бурундук — тайгу, а малый бурундук (Neotamias minimus) — субарктические хвойные леса Канады. 
Бурундук, как и белка, — древесный житель. Ему не обязательно нужны высокие старые деревья, иногда он довольствуется зарослями черемухи, березняка или ивы. На открытых местах и в чистом высокоствольном лесу без подлеска из молодой поросли и кустарников он не живёт. Предпочитает места, заваленные буреломом и валежником по берегам речек и ручьёв.
В норе, которая бывает иногда довольно длинной — до 3 метров, кроме камеры для гнезда, всегда имеются 1 или 2 большие кладовые для запасов и 1—2 тупичка — туалеты. Жилая зона выстилается сухой травой и листьями. В ней животные спят ночью и проводят время зимней спячки. Здесь же рождаются и детёныши.

## Образ жизни

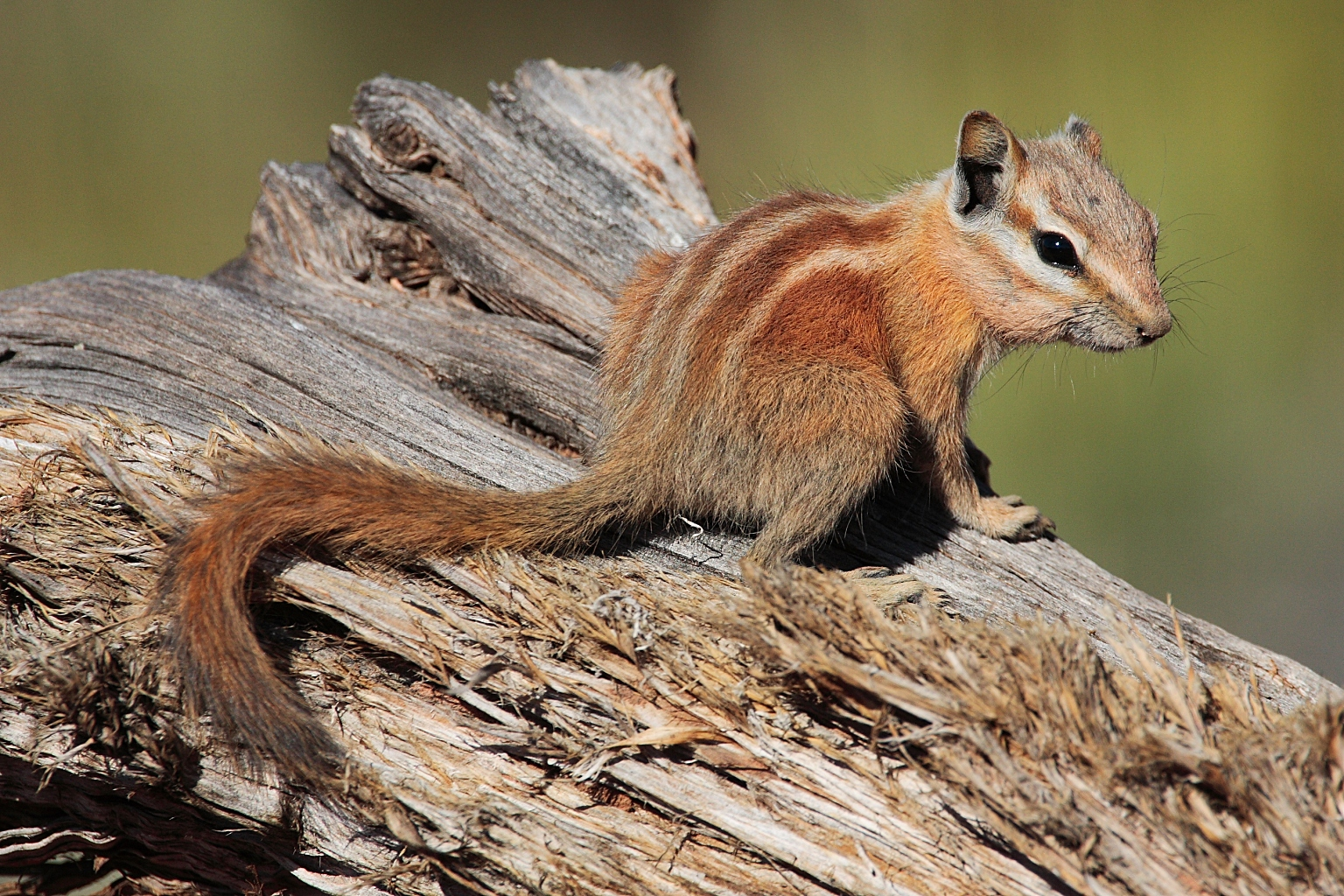
Бурундук (Neotamias rufus) в национальном парке Dead Horse, (США)

На зиму бурундуки впадают в спячку. Они просыпаются среди зимы, немного подкрепляются, а затем снова засыпают.
Весной выходят из нор в разное время, в зависимости от того, какая стоит погода. Бурундуки, у которых норы устроены на солнечном склоне и раньше освобождаются из-под снега, появляются раньше других. Если после тёплой погоды вновь холодает, бурундуки вновь уходят в норки и ждут потепления. Если в кладовых ещё сохранились запасы, то они поедают их.
В жаркие летние дни бурундуки выходят из норок очень рано, ещё до восхода солнца, и ищут корм до наступления сильной жары. Под вечер, когда жар спадёт, они выходят снова и остаются на поверхности уже до заката солнца. В густом тенистом лесу, где особенной жары не бывает, зверьки не прячутся целый день. В дождливую погоду пережидают в норах.

## Детёныши
Ведут одиночный образ жизни и охраняют свою территорию и нору от вторжения сородичей. Только для спаривания самцы и самки в определённое время года ищут контакта друг с другом. Первые детёныши рождаются в мае; второй помёт появляется на свет обычно в августе. После беременности продолжительностью тридцать дней на свет появляются четыре или пять детёнышей. Детёныши довольно долго живут в гнезде и начинают выходить наружу только уже подросшими. Уже на первом году жизни они становятся половозрелыми. В то время как бурундуки в дикой природе, как правило, не выживают более трёх лет, в неволе они могут достигать возраста десяти лет.

## Враги
При приближении человека бурундук издаёт отрывистое «цыканье» или свист. Пока человек не подойдёт ближе, свист этот слышится сравнительно редко и чередуется с продолжительными отрывками молчания, причём зверёк садится на задние лапки и внимательно осматривает приближающегося. Только подпустив к себе человека или его собаку шагов на 20–30, бурундук бросается бежать. На бегу он уже часто повторяет тревожный сигнал таким образом, что издали по свисту возможно узнать, сидит бурундук на месте или бежит от опасности.
При обнаружении хищниками или человеком гнезда с молодыми бурундуками, их мать постоянно перебегает поблизости с места на место, с тем же тревожным криком. От преследователя зверёк спасается забираясь на дерево или прячась в буреломе.
У бурундука насчитывается немало естественных врагов, главным образом среди мелких хищных зверей и хищных птиц. Иногда его преследуют и такие крупные хищники, как медведь. Как правило, он охотится не за самим бурундуком, а раскапывает норы бурундука, чтобы поживиться его запасами.

## Запасы еды
В местностях, где посевы расположены около леса или разбросаны отдельными кусочками в самом лесу, бурундук является опасным вредителем полей. Случалось даже, что бурундуки похищали весь урожай.
Питается бурундук главным образом растительной пищей, лишь иногда примешивая к ней насекомых. Состав его пищи очень разнообразен. Он ест семена различных диких растений, почки деревьев и кустарников, их молодые побеги, траву, разные ягоды, жёлуди, кедровые и лесные орехи, грибы. Около полей и огородов бурундук ещё больше разнообразит свой «стол», прибавляя к нему зерна хлебных злаков, гречиху, кукурузу, лён, подсолнух, горох, огурцы, сливы, абрикосы, — словом, все, что человек неосторожно посадил слишком близко от жилья бурундуков.
Зимние запасы зверька тоже очень интересно отличаются от запасов других зверьков. Кладовые его наполняются самыми разнообразными продуктами: тут и пшеница, и овёс, и гречиха, и лен, и подсолнечник, и разные дикие семена, и жёлуди, и орехи, и сушёные ягоды, и яблоки, и даже грибы. Также бурундук любит запасать на зиму всякие корешки, всякие луковки. Конечно, все, что здесь перечислено, нельзя найти в одной норе, но обычно в каждой кладовой бурундука хранятся очень многие из этих продуктов. При этом разные продукты никогда не бывают перемешаны, так как зверёк раскладывает их аккуратно отдельными кучками на подстилке из сухой травы. Иногда разные виды пищи бывают даже отделены один от другого сухими листьями. Количество запасов в норе бурундука, по точным данным, доходит до 6 килограммов.
Бурундуки запасаются едой в течение всего периода, перед спячкой.

Забравшись в хлеба, бурундук, если посев не слишком густ, выбирает соломинку с хорошим колосом и, ухватившись за неё, подскакивает вверх. От его тяжести соломинка нагибается, тогда бурундук подвигается по ней, держа её между лапками, и таким образом добирается до колоса. Откусив его, он в несколько минут выбирает все зерна, прячет их в защёчные мешки и убегает. Если посев настолько густ, что наклонить соломинку мешают соседние колосья, зверёк подкусывает её снизу по кусочку до тех пор, пока не доберётся до колоса.

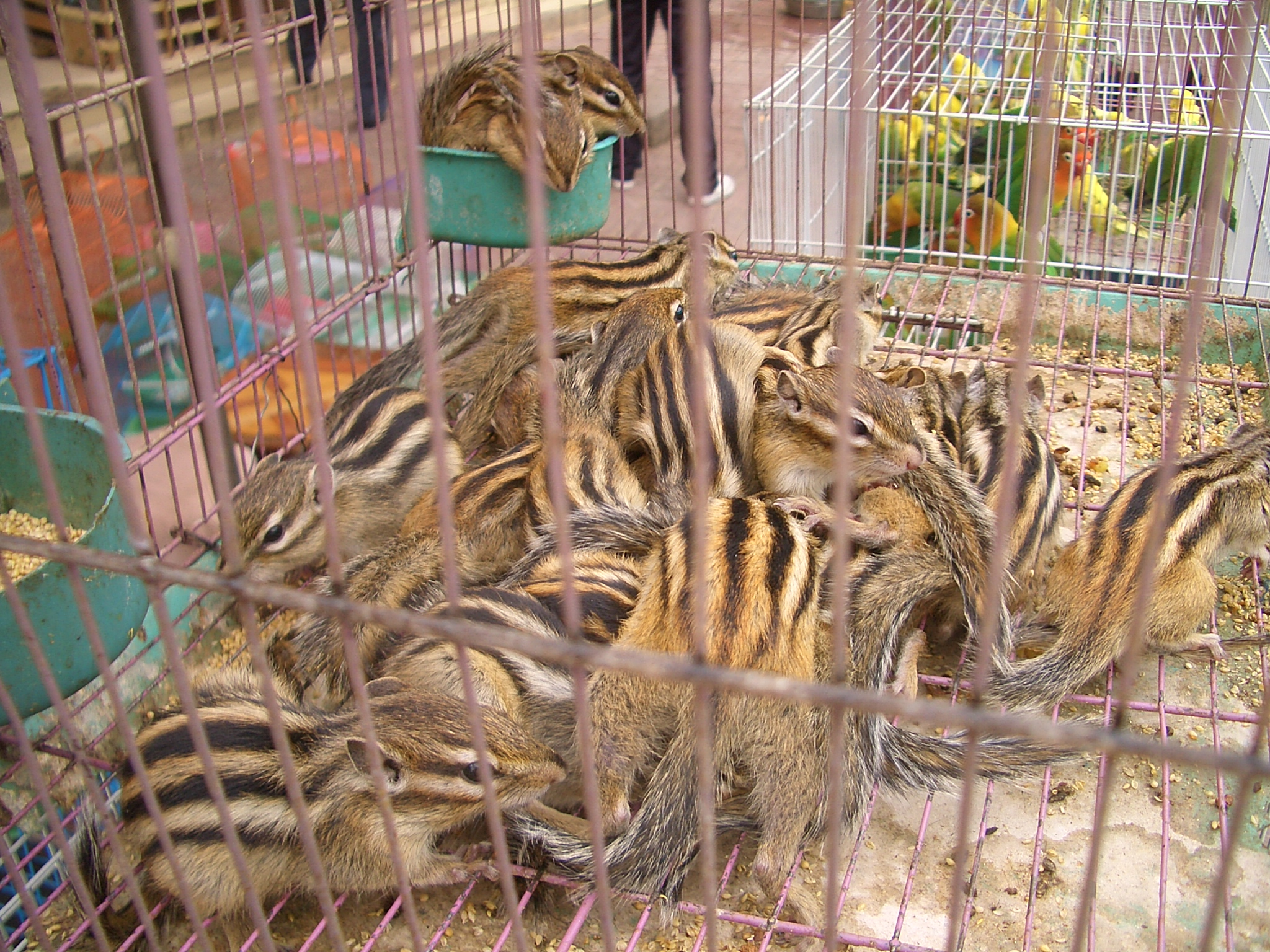
Азиатские бурундуки на «птичьем рынке» в городе Линься, провинция Ганьсу, Китай

## Систематика
В большинстве систем классификации, разработанных до XXI века, бурундуки объединялись в единый род Tamias, в котором нередко выделяли подроды Tamias (восточноамериканский бурундук), Eutamias (азиатский бурундук) и Neotamias (все остальные виды). Дальнейшие исследования митохондриальной ДНК показали, что по времени дивергенции Tamias, Eutamias и Neotamias удалены друг от друга примерно настолько же, насколько отдалены другие роды беличьих трибы Marmotini, что позволяет считать их самостоятельными родами в пределах единой клады бурундуков. Помимо генетической обособленности, каждый из трёх родов отчётливо диагностируется по краниальной, посткраниальной и внешней морфологии.
Бурундуки являются однозначно монофилетической группой и рассматриваются либо в качестве самостоятельной трибы Tamiini, либо как подтриба Tamiina в составе трибы Marmotini (куда также входят сурки и суслики). Предками бурундуков считается живший в олигоцене род Nototamias. Существование нынешней группы бурундуков доказано с раннего миоцена.
База данных Американского общества маммологов (ASM Mammal Diversity Database, v. 1.10) признаёт 28 видов бурундуков, распределённых по трём родам:
- Род Eutamias
  - Азиатский бурундук (Eutamias sibiricus), Европа, Сибирь, Монголия, Китай, Корея, Хоккайдо
- Род Neotamias
  - Альпийский бурундук (Neotamias alpinus), Сьерра-Невада
  - Сосновый бурундук (Neotamias amoenus), Британская Колумбия, северо-запад США
  - Бурундук Буллера (Neotamias bulleri), Дуранго, Сакатекас, Халиско
  - Сероногий бурундук (Neotamias canipes), Нью-Мексико
  - Сероворотничковый бурундук (Neotamias cinereicollis), Аризона, Нью-Мексико
  - Neotamias cratericus, Лунные Кратеры
  - Скалистый бурундук (Neotamias dorsalis), центр и запад США, северо-запад Мексики
  - Дурангский бурундук (Neotamias durangae), Дуранго, Чиуауа, Коауила
  - Neotamias grisescens, Вашингтон
  - Бурундук Мерриама (Neotamias merriami), южная Калифорния
  - Малый бурундук (Neotamias minimus), западная и центральная Канада, западные США
  - Калифорнийский бурундук (Neotamias obscurus), южная Калифорния, Нижняя Калифорния
  - Желтощёкий бурундук (Neotamias ochrogenys), северное побережье Калифорнии
  - Бурундук Палмера (Neotamias palmeri), южная Невада
  - Панаминтский бурундук (Neotamias panamintinus), юго-восточная Калифорния, западная Невада
  - Длинноухий бурундук (Neotamias quadrimaculatus), Сьерра-Невада
  - Колорадский бурундук (Neotamias quadrivittatus), центр и запад США
  - Рыжехвостый бурундук (Neotamias ruficaudus), Британская Колумбия, Вашингтон, Монтана
  - Рыжий бурундук (Neotamias rufus), Юта, Аризона
  - Бурундук Аллена (Neotamias senex), Орегон, север Калифорнии
  - Северокалифорнийский бурундук (Neotamias siskiyou), юго-запад Орегона
  - Neotamias solivagus, Коауила
  - Сономский бурундук (Neotamias sonomae), северо-западная Калифорния
  - Невадийский бурундук (Neotamias speciosus), Сьерра-Невада
  - Бурундук Таунсенда (Neotamias townsendii), Вашингтон, Орегон
  - Унитаский бурундук (Neotamias umbrinus), центр и запад США
- Род Бурундуки (Tamias)
  - Восточный бурундук (Tamias striatus), восток Северной Америки

## Бурундуки в массовой культуре
- Чип и Дейл — мультипликационные персонажи компании «Disney».
- «Элвин и бурундуки» — виртуальная музыкальная группа.

## Бурундук в фольклоре
Полосатый бурундук в фольклоре представляет собой этиологический мотив, объясняющий появление полос на спине этого грызуна или сходных с ним животных (сурка, белки). Суть мотива заключается в том, что более сильный персонаж, часто Медведь, проводит лапой или рукой по спине зверька, оставляя полосы в знак благодарности или наказания. Данный мотив зафиксирован в указателе С. Томпсона под индексом A2217.2, хотя изначально на основе лишь ирокезской версии. Основной ареал распространения этого мотива охватывает Сибирь, от Урала до Охотского моря, где он встречается в фольклоре угорских, тюркских, монгольских, тунгусо-маньчжурских народов, а также кетов, нивхов и северных селькупов. Примечательно его отсутствие у большинства самодийцев, юкагиров, палеоазиатов (коряков, чукчей), ительменов и к западу от Урала.
Вариации мотива в Сибири и Северной Америке проявляют как сходства, так и различия в сюжетных контекстах. В обеих традициях бурундук может быть как награжден, так и наказан, часто после взаимодействия с Медведем. Распространенным сюжетом является спор между бурундуком и Медведем о продолжительности временных циклов (дня и ночи, сезонов), встречающийся у хакасов, северных ирокезов, ючи и криков. В Северной Америке также встречаются сюжеты, где бурундук (часто персонаж женского пола или ребёнок) спасается от преследования людоеда, Совы или Медведицы, получая полосы при побеге. Неожиданные параллели обнаруживаются в Южной Азии (у дравидов наяр и мундаязычных санталов), где полосы являются наградой от мифологического героя (Рамы или другого персонажа) за помощь. Единичная африканская параллель (у бушменов со Львом и Лягушкой) считается нерелевантной из-за географической удалённости и обособленности.
Исследование области распространения мотива «полосатый бурундук» приобретает особое значение в сопоставлении с распространением других фольклорных мотивов, таких как космогонический миф о «ныряльщике за землей» (A811) и толковании лунных пятен. Области распространения «полосатого бурундука» и «ныряльщика за землей» (Индия, Сибирь, Северная Америка) во многом совпадают, включая общую лакуну на северо-востоке Азии и в Берингии, что указывает на возможные древние миграционные связи и последующее вытеснение этих мотивов в приполярных регионах. Отсутствие мотива «полосатый бурундук» у северных самодийцев пересекается с их своеобразным толкованием лунных пятен (шаман с бубном) в отличие от соседних народов (видящих девушку с ведрами), что также находит параллели в Северной Америке и может свидетельствовать о сложных этнокультурных взаимодействиях и субстратных влияниях в прошлом.